# Andre Stringer
Andre Stringer (Atlanta, 4 dicembre 1991) è un ex cestista statunitense.